# 李颉
李颉（1928年—），山西万荣人，中华人民共和国政治人物、外交官。

## 生平
北平师范大学肄业。1948年，加入中国共产党。1949年，参加第四野战军南下工作团。1951年入中国人民大学外交班学习，毕业后进入外交部工作。1967年1月，担任中国驻肯尼亚临时代办，7月被肯尼亚政府宣布为“不受欢迎的人”而离开肯尼亚。
1984年，接替汪滔，担任中华人民共和国驻巴巴多斯大使。同年12月7日，格林纳达总理布菜兹致函中国驻巴巴多斯大使李颉，表示欢迎在格、中双方都方便的时候谈判建立外交关系问题。随后，李颉大使根据国内指示，以中国政府代表的身份赴格，同格政府代表就两国建交事宜进行谈判。1985年9月26日，李颉大使和格代总理琼斯签署两国建交公报。10月1日在各自首都同时发表，从即日起两国正式建立大使级外交关系。中国驻巴巴多斯大使兼任驻格林纳达大使。